# Predajná
 Predajná  (in tedesco Pridein; in ungherese Garampéteri) è un comune della Slovacchia facente parte del distretto di Brezno, nella regione di Banská Bystrica.

## Storia
Il villaggio è citato per la prima volta nel 1284 (Predymyh, Predyuich) come feudo della Signoria di Ľupča a cui appartenne fino al 1358.